# Sixième circonscription de Meurthe-et-Moselle
La sixième circonscription de Meurthe-et-Moselle est l'une des six circonscriptions législatives françaises que compte le département de Meurthe-et-Moselle (54) situé en région Grand Est.

## Description géographique et démographique

### De 1958 à 1986
Le département avait sept circonscriptions.
La sixième circonscription de Meurthe-et-Moselle était composée de :
- canton d'Audun-le-Roman
- canton de Briey
- canton de Chambley-Bussières
- canton de Conflans-en-Jarnisy

Source : Journal Officiel du 14-15 Octobre 1958.

### Depuis 1988
La sixième circonscription de Meurthe-et-Moselle est délimitée par le découpage électoral de la « loi n°86-1197 du 24 novembre 1986 », elle regroupe les divisions administratives suivantes : 
- canton de Briey ;
- canton de Chambley-Bussières ;
- canton de Conflans-en-Jarnisy ;
- canton de Dieulouard ;
- canton d'Homécourt ;
- canton de Nomeny ;
- canton de Pont-à-Mousson ;
- communes d'Arnaville, de Bayonville-sur-Mad et de Vandelainville.

D'après le recensement général de la population en 1999, réalisé par l'Institut national de la statistique et des études économiques (INSEE), la population totale de cette circonscription est estimée à 105343 habitants,.

## Historique des députations
| Législature | Début de mandat | Fin de mandat  | Député              | Parti politique  | Observations                                                                           |
| ----------- | --------------- | -------------- | ------------------- | ---------------- | -------------------------------------------------------------------------------------- |
| IXe         | 23 juin 1988    | 1er avril 1993 | Jean-Yves Le Déaut  | PS               |                                                                                        |
| Xe          | 2 avril 1993    | 21 avril 1997  | Jean-Yves Le Déaut, | PS,              | Mandat écourté à la suite d'une dissolution parlementaire décidée par Jacques Chirac.  |
| XIe         | 12 juin 1997    | 18 juin 2002   | Jean-Yves Le Déaut, | PS,              |                                                                                        |
| XIIe        | 19 juin 2002    | 19 juin 2007   | Jean-Yves Le Déaut, | PS,              |                                                                                        |
| XIIIe       | 20 juin 2007    | 19 juin 2012   | Jean-Yves Le Déaut  | PS               |                                                                                        |
| XIVe        | 20 juin 2012    | 20 juin 2017   | Jean-Yves Le Déaut, | PS,              |                                                                                        |
| XVe         | 21 juin 2017    | 21 juin 2022   | Caroline Fiat,      | LFI ENS puis GRS |                                                                                        |
| XVIe        | 22 juin 2022    | 9 juin 2024    | Caroline Fiat       | LFI              | Mandat écourté à la suite d'une dissolution parlementaire décidée par Emmanuel Macron. |
| XVIIe       | 8 juillet 2024  | En cours       | Anthony Boulogne    | RN               |                                                                                        |

## Historique des élections

### Élections de 1958
| Candidat       | Candidat                  | Parti          | Premier tour | Premier tour | Second tour | Second tour |  |
| Candidat       | Candidat                  | Parti          | Voix         | %            | Voix        | %           |  |
| -------------- | ------------------------- | -------------- | ------------ | ------------ | ----------- | ----------- |  |
|                | Maurice Kriegel-Valrimont | PCF            | 9 995        | 29,03        | 11 642      | 33,46       |  |
|                | Philippe Serre            | Radsoc         | 7 005        | 20,34        | 10 930      | 31,41       |  |
|                | Roger Devemy élu          | MRP            | 6 527        | 18,96        | 12 224      | 35,13       |  |
|                | André Lapointe            | UNR            | 4 038        | 11,73        | Retrait     | Retrait     |  |
|                | Louis Stoeber             | Modérés        | 4 025        | 11,69        | Retrait     | Retrait     |  |
|                | Raymond Engel             | SFIO           | 2 844        | 8,26         | Retrait     | Retrait     |  |
|                |                           |                |              |              |             |             |  |
| Inscrits       | Inscrits                  | Inscrits       | 43 376       | 100,00       | 43 385      | 100,00      |  |
| Abstentions    | Abstentions               | Abstentions    | 8 444        | 19,47        | 8 235       | 18,98       |  |
| Votants        | Votants                   | Votants        | 34 932       | 80,53        | 35 150      | 81,02       |  |
| Blancs et nuls | Blancs et nuls            | Blancs et nuls | 498          | 1,43         | 354         | 1,01        |  |
| Exprimés       | Exprimés                  | Exprimés       | 34 434       | 98,57        | 34 796      | 98,99       |  |

Le suppléant de Roger Devemy était Roger Bolzinger, commerçant, conseiller municipal de Landres.

### Élections de 1962
| Candidat       | Candidat           | Parti          | Premier tour | Premier tour | Second tour | Second tour |  |
| Candidat       | Candidat           | Parti          | Voix         | %            | Voix        | %           |  |
| -------------- | ------------------ | -------------- | ------------ | ------------ | ----------- | ----------- |  |
|                | Jean Bertrand      | PCF            | 13 353       | 38,36        | 17 846      | 48,52       |  |
|                | Hubert Martin élu  | RI             | 9 194        | 26,41        | 18 936      | 51,48       |  |
|                | Louis Stoeber      | Modérés        | 5 298        | 15,22        | Retrait     | Retrait     |  |
|                | Philippe Serre     | Radsoc         | 4 230        | 12,15        | Retrait     | Retrait     |  |
|                | Bernard Parmantier | SFIO           | 2 738        | 7,86         | Retrait     | Retrait     |  |
|                |                    |                |              |              |             |             |  |
| Inscrits       | Inscrits           | Inscrits       | 45 917       | 100,00       | 45 915      | 100,00      |  |
| Abstentions    | Abstentions        | Abstentions    | 10 472       | 22,81        | 8 379       | 18,25       |  |
| Votants        | Votants            | Votants        | 35 445       | 77,19        | 37 536      | 81,75       |  |
| Blancs et nuls | Blancs et nuls     | Blancs et nuls | 632          | 1,78         | 754         | 2,01        |  |
| Exprimés       | Exprimés           | Exprimés       | 34 813       | 98,22        | 36 782      | 97,99       |  |

Le suppléant de Hubert Martin était Michel Garnier, porion, membre de l'UNR, de Crusnes.

### Élections de 1967
| Candidat       | Candidat              | Parti          | Premier tour | Premier tour | Second tour | Second tour |  |
| Candidat       | Candidat              | Parti          | Voix         | %            | Voix        | %           |  |
| -------------- | --------------------- | -------------- | ------------ | ------------ | ----------- | ----------- |  |
|                | Hubert Martin sortant | RI             | 17 404       | 42,95        | 19 626      | 48,4        |  |
|                | Jean Bertrand élu     | PCF            | 16 809       | 41,48        | 20 922      | 51,6        |  |
|                | Michel Girand         | FGDS (CIR)     | 5 477        | 13,52        | Retrait     | Retrait     |  |
|                | Jean Garnier          | Rad            | 830          | 2,05         |             |             |  |
|                |                       |                |              |              |             |             |  |
| Inscrits       | Inscrits              | Inscrits       | 46 578       | 100,00       | 46 567      | 100,00      |  |
| Abstentions    | Abstentions           | Abstentions    | 5 512        | 11,83        | 5 258       | 11,29       |  |
| Votants        | Votants               | Votants        | 41 066       | 88,17        | 41 309      | 88,71       |  |
| Blancs et nuls | Blancs et nuls        | Blancs et nuls | 546          | 1,33         | 761         | 1,84        |  |
| Exprimés       | Exprimés              | Exprimés       | 40 520       | 98,67        | 40 548      | 98,16       |  |

Le suppléant de Jean Bertrand était René Kiffert, maire de Mancieulles.

### Élections de 1968
| Candidat       | Candidat              | Parti          | Premier tour | Premier tour | Second tour | Second tour |  |
| Candidat       | Candidat              | Parti          | Voix         | %            | Voix        | %           |  |
| -------------- | --------------------- | -------------- | ------------ | ------------ | ----------- | ----------- |  |
|                | Hubert Martin élu     | RI (URP)       | 18 344       | 48,09        | 20 629      | 53,38       |  |
|                | Jean Bertrand sortant | PCF            | 13 754       | 36,05        | 18 017      | 46,62       |  |
|                | Émile Randolet        | PSU            | 3 616        | 9,48         |             |             |  |
|                | Nicole Feidt          | FGDS (SFIO)    | 2 434        | 6,38         |             |             |  |
|                |                       |                |              |              |             |             |  |
| Inscrits       | Inscrits              | Inscrits       | 46 114       | 100,00       | 46 350      | 100,00      |  |
| Abstentions    | Abstentions           | Abstentions    | 7 615        | 16,51        | 6 972       | 15,04       |  |
| Votants        | Votants               | Votants        | 38 499       | 83,49        | 39 378      | 84,96       |  |
| Blancs et nuls | Blancs et nuls        | Blancs et nuls | 351          | 0,91         | 732         | 1,86        |  |
| Exprimés       | Exprimés              | Exprimés       | 38 148       | 99,09        | 38 646      | 98,14       |  |

Le suppléant d'Hubert Martin était Maurice Inglebert, artisan horloger.

### Élections de 1973
| Candidat       | Candidat              | Parti          | Premier tour | Premier tour | Second tour | Second tour |  |
| Candidat       | Candidat              | Parti          | Voix         | %            | Voix        | %           |  |
| -------------- | --------------------- | -------------- | ------------ | ------------ | ----------- | ----------- |  |
|                | Gilbert Schwartz élu  | PCF            | 17 668       | 43,49        | 21 719      | 52,65       |  |
|                | Hubert Martin sortant | RI (URP)       | 16 656       | 41           | 19 533      | 47,35       |  |
|                | Gaston Perrin         | PS (UGSD)      | 4 850        | 11,94        | Retrait     | Retrait     |  |
|                | Marcel Cunin          | PSU            | 1 447        | 3,56         |             |             |  |
|                |                       |                |              |              |             |             |  |
| Inscrits       | Inscrits              | Inscrits       | 47 729       | 100,00       | 47 727      | 100,00      |  |
| Abstentions    | Abstentions           | Abstentions    | 6 457        | 13,53        | 5 649       | 11,84       |  |
| Votants        | Votants               | Votants        | 41 272       | 86,47        | 42 078      | 88,16       |  |
| Blancs et nuls | Blancs et nuls        | Blancs et nuls | 651          | 1,58         | 826         | 1,96        |  |
| Exprimés       | Exprimés              | Exprimés       | 40 621       | 98,42        | 41 252      | 98,04       |  |

Le suppléant de Gilbert Schwartz était Christian Grosgeorge, employé, maire de Homécourt.

### Élections de 1978
| Candidat       | Candidat              | Parti          | Premier tour | Premier tour | Second tour | Second tour |  |
| Candidat       | Candidat              | Parti          | Voix         | %            | Voix        | %           |  |
| -------------- | --------------------- | -------------- | ------------ | ------------ | ----------- | ----------- |  |
|                | Colette Goeuriot élue | PCF            | 20 550       | 43,88        | 29 196      | 63,3        |  |
|                | Hubert Aubrion        | PS             | 9 517        | 20,32        | Retrait     | Retrait     |  |
|                | Jacques Leclerc       | UDF (PR)       | 6 861        | 14,65        | 16 925      | 36,7        |  |
|                | Serge Lepeltier       | RPR            | 4 948        | 10,56        |             |             |  |
|                | Roland Fafet          | CNIP           | 1 927        | 4,11         |             |             |  |
|                | Pierre Gossot         | PSD            | 1 273        | 2,72         |             |             |  |
|                | Alain Raillard        | PSU (FA)       | 1 071        | 2,29         |             |             |  |
|                | Norbert George        | LO             | 688          | 1,47         |             |             |  |
|                |                       |                |              |              |             |             |  |
| Inscrits       | Inscrits              | Inscrits       | 54 057       | 100,00       | 54 053      | 100,00      |  |
| Abstentions    | Abstentions           | Abstentions    | 6 477        | 11,98        | 6 449       | 11,93       |  |
| Votants        | Votants               | Votants        | 47 580       | 88,02        | 47 604      | 88,07       |  |
| Blancs et nuls | Blancs et nuls        | Blancs et nuls | 745          | 1,57         | 1 483       | 3,12        |  |
| Exprimés       | Exprimés              | Exprimés       | 46 835       | 98,43        | 46 121      | 96,88       |  |

Le suppléant de Colette Goeuriot était Jean-Pierre Minella, maire adjoint de Homécourt.

### Élections de 1981
| Candidat       | Candidat                         | Parti          | Premier tour | Premier tour | Second tour | Second tour |  |
| Candidat       | Candidat                         | Parti          | Voix         | %            | Voix        | %           |  |
| -------------- | -------------------------------- | -------------- | ------------ | ------------ | ----------- | ----------- |  |
|                | Colette Goeuriot sortante réélue | PCF            | 16 837       | 41,92        | 26 401      | 66,57       |  |
|                | Jérôme Tonin                     | PS             | 13 265       | 33,03        | Retrait     | Retrait     |  |
|                | Christian Fiore                  | UDF (UNM)      | 8 658        | 21,56        | 13 258      | 33,43       |  |
|                | Roger Pellegrini                 | PSU            | 1 406        | 3,50         |             |             |  |
|                |                                  |                |              |              |             |             |  |
| Inscrits       | Inscrits                         | Inscrits       | 54 957       | 100,00       | 54 979      | 100,00      |  |
| Abstentions    | Abstentions                      | Abstentions    | 14 267       | 25,96        | 13 351      | 24,28       |  |
| Votants        | Votants                          | Votants        | 40 690       | 74,04        | 41 628      | 75,72       |  |
| Blancs et nuls | Blancs et nuls                   | Blancs et nuls | 524          | 1,29         | 1 969       | 4,73        |  |
| Exprimés       | Exprimés                         | Exprimés       | 40 166       | 98,71        | 39 659      | 95,27       |  |

Le suppléant de Colette Goeuriot était Michel Giambi, maire de Tucquegnieux.

### Élections de 1988
| Candidat       | Candidat                         | Parti          | Premier tour | Premier tour | Second tour | Second tour |  |
| Candidat       | Candidat                         | Parti          | Voix         | %            | Voix        | %           |  |
| -------------- | -------------------------------- | -------------- | ------------ | ------------ | ----------- | ----------- |  |
|                | Jean-Yves Le Déaut sortant réélu | PS             | 15 090       | 34,02        | 28 489      | 59,08       |  |
|                | Guy Vattier sortant              | UDF (PR) (URC) | 14 233       | 32,09        | 19 735      | 40,92       |  |
|                | Colette Goeuriot sortante        | PCF            | 10 985       | 24,77        | Retrait     | Retrait     |  |
|                | Noël Dautel                      | FN             | 3 554        | 8,01         |             |             |  |
|                | Sosthène Erbland                 | POE            | 488          | 1,1          |             |             |  |
|                |                                  |                |              |              |             |             |  |
| Inscrits       | Inscrits                         | Inscrits       | 72 592       | 100,00       | 72 568      | 100,00      |  |
| Abstentions    | Abstentions                      | Abstentions    | 27 103       | 37,34        | 22 897      | 31,55       |  |
| Votants        | Votants                          | Votants        | 45 489       | 62,66        | 49 671      | 68,45       |  |
| Blancs et nuls | Blancs et nuls                   | Blancs et nuls | 1 139        | 2,5          | 1 447       | 2,91        |  |
| Exprimés       | Exprimés                         | Exprimés       | 44 350       | 97,5         | 48 224      | 97,09       |  |

Le suppléant de Jean-Yves Le Déaut était Alain Corradi, sidérurgiste, conseiller régional, maire adjoint de Homécourt.

### Élections de 1993
| Candidat       | Candidat                         | Parti          | Premier tour | Premier tour | Second tour | Second tour |  |
| Candidat       | Candidat                         | Parti          | Voix         | %            | Voix        | %           |  |
| -------------- | -------------------------------- | -------------- | ------------ | ------------ | ----------- | ----------- |  |
|                | Patrick François                 | UDF (PR)       | 11 643       | 26,48        | 20 672      | 45,73       |  |
|                | Jean-Yves Le Déaut sortant réélu | PS (ADFP)      | 9 768        | 22,21        | 24 531      | 54,27       |  |
|                | Jeannine Massart                 | FN             | 5 597        | 12,73        |             |             |  |
|                | Michel Gilles                    | PCF            | 4 219        | 9,59         |             |             |  |
|                | Colette Goeuriot                 | SÉGA           | 2 687        | 6,11         |             |             |  |
|                | Roland Mentré                    | Divers droite  | 2 449        | 5,57         |             |             |  |
|                | Bernard Daniel                   | Divers         | 2 325        | 5,29         |             |             |  |
|                | Daniel Bourguignon               | Les Verts (EÉ) | 2 178        | 4,95         |             |             |  |
|                | Lucien Dassule                   | LT-LNÉ         | 1 528        | 3,47         |             |             |  |
|                | Jean-Jacques Lacarrère           | LO             | 985          | 2,24         |             |             |  |
|                | Gérard Chol                      | Divers droite  | 594          | 1,35         |             |             |  |
|                |                                  |                |              |              |             |             |  |
| Inscrits       | Inscrits                         | Inscrits       | 73 601       | 100,00       | 73 594      | 100,00      |  |
| Abstentions    | Abstentions                      | Abstentions    | 26 323       | 35,76        | 24 399      | 33,15       |  |
| Votants        | Votants                          | Votants        | 47 278       | 64,24        | 49 195      | 66,85       |  |
| Blancs et nuls | Blancs et nuls                   | Blancs et nuls | 3 305        | 6,99         | 3 992       | 8,11        |  |
| Exprimés       | Exprimés                         | Exprimés       | 43 973       | 93,01        | 45 203      | 91,89       |  |

Le suppléant de Jean-Yves Le Déaut était Alain Corradi.

### Élections de 1997
| Candidat       | Candidat                         | Parti          | Premier tour | Premier tour | Second tour | Second tour |  |
| Candidat       | Candidat                         | Parti          | Voix         | %            | Voix        | %           |  |
| -------------- | -------------------------------- | -------------- | ------------ | ------------ | ----------- | ----------- |  |
|                | Jean-Yves Le Déaut sortant réélu | PS             | 15 255       | 32,78        | 30 713      | 63,63       |  |
|                | Guy Vattier                      | UDF (PR)       | 10 433       | 22,42        | 17 555      | 36,37       |  |
|                | Jeannine Massart                 | FN             | 7 776        | 16,71        |             |             |  |
|                | Michel Gilles                    | PCF            | 6 043        | 12,99        |             |             |  |
|                | Jean-Jacques Lacarrère           | LO             | 1 958        | 4,21         |             |             |  |
|                | Véronique Descamps               | GÉ             | 1 218        | 2,62         |             |             |  |
|                | Jean-Paul Olivier                | SÉGA           | 995          | 2,14         |             |             |  |
|                | Michel Carnin                    | LDI (MPF)      | 919          | 1,97         |             |             |  |
|                | Jean-Luc Lenel                   | LT-LNÉ         | 852          | 1,83         |             |             |  |
|                | Bernadette Varlet                | Divers         | 614          | 1,32         |             |             |  |
|                | Isabelle Renaud                  | IR             | 471          | 1,01         |             |             |  |
|                |                                  |                |              |              |             |             |  |
| Inscrits       | Inscrits                         | Inscrits       | 73 189       | 100,00       | 73 180      | 100,00      |  |
| Abstentions    | Abstentions                      | Abstentions    | 24 237       | 33,12        | 21 824      | 29,82       |  |
| Votants        | Votants                          | Votants        | 48 952       | 66,88        | 51 356      | 70,18       |  |
| Blancs et nuls | Blancs et nuls                   | Blancs et nuls | 2 418        | 4,94         | 3 088       | 6,01        |  |
| Exprimés       | Exprimés                         | Exprimés       | 46 534       | 95,06        | 48 268      | 93,99       |  |

Le suppléant de Jean-Yves Le Déaut était Alain Corradi.

### Élections de 2002
| Candidat       | Candidat                         | Parti               | Premier tour | Premier tour | Second tour | Second tour |  |
| Candidat       | Candidat                         | Parti               | Voix         | %            | Voix        | %           |  |
| -------------- | -------------------------------- | ------------------- | ------------ | ------------ | ----------- | ----------- |  |
|                | Jean-Yves Le Déaut sortant réélu | PS (Les Verts, PRG) | 16 514       | 37,9         | 23 230      | 58,56       |  |
|                | Gérard Liger                     | UMP                 | 12 570       | 28,85        | 16 436      | 41,44       |  |
|                | Geneviève Maillard               | FN                  | 5 734        | 13,16        |             |             |  |
|                | André Corzani                    | PCF                 | 4 890        | 11,22        |             |             |  |
|                | Pierre Genter                    | MNR                 | 961          | 2,21         |             |             |  |
|                | Mario Rinaldi                    | LO                  | 731          | 1,68         |             |             |  |
|                | Séverine Fontan                  | Divers écologiste   | 553          | 1,27         |             |             |  |
|                | Blandine Brier                   | CPNT                | 475          | 1,09         |             |             |  |
|                | Christian Minary                 | PT                  | 442          | 1,01         |             |             |  |
|                | Corinne Thomas                   | MÉI                 | 422          | 0,97         |             |             |  |
|                | Séverine Martins                 | GÉ                  | 280          | 0,64         |             |             |  |
|                |                                  |                     |              |              |             |             |  |
| Inscrits       | Inscrits                         | Inscrits            | 75 216       | 100,00       | 75 208      | 100,00      |  |
| Abstentions    | Abstentions                      | Abstentions         | 30 743       | 40,87        | 33 913      | 45,09       |  |
| Votants        | Votants                          | Votants             | 44 473       | 59,13        | 41 295      | 54,91       |  |
| Blancs et nuls | Blancs et nuls                   | Blancs et nuls      | 901          | 2,03         | 1 629       | 3,94        |  |
| Exprimés       | Exprimés                         | Exprimés            | 43 572       | 97,97        | 39 666      | 96,06       |  |

Le suppléant de Jean-Yves Le Déaut était Alain Corradi, Président de la Communauté de communes du Pays de l'Orne.

### Élections de 2007
| Candidat       | Candidat                         | Parti          | Premier tour | Premier tour | Second tour | Second tour |  |
| Candidat       | Candidat                         | Parti          | Voix         | %            | Voix        | %           |  |
| -------------- | -------------------------------- | -------------- | ------------ | ------------ | ----------- | ----------- |  |
|                | Jean-Yves Le Déaut sortant réélu | PS             | 14 713       | 35,21        | 24 562      | 58,62       |  |
|                | Paul Giroux                      | UMP            | 13 716       | 32,83        | 17 340      | 41,38       |  |
|                | Jacky Zanardo                    | PCF            | 4 848        | 11,6         |             |             |  |
|                | Daniel Verguet                   | FN             | 2 097        | 5,02         |             |             |  |
|                | Jules-Alain Ramananjaona         | UDF–MoDem      | 1 885        | 4,51         |             |             |  |
|                | Sébastien Borges                 | LCR            | 975          | 2,33         |             |             |  |
|                | Marc Boré                        | MPF            | 802          | 1,92         |             |             |  |
|                | Nicolas Penel                    | Les Verts      | 774          | 1,85         |             |             |  |
|                | Séverine Fontan                  | LT-LNÉ         | 605          | 1,45         |             |             |  |
|                | Didier Croutz                    | LO             | 468          | 1,12         |             |             |  |
|                | Corinne Jacquet                  | MNR            | 355          | 0,85         |             |             |  |
|                | Christian Minary                 | PT             | 338          | 0,81         |             |             |  |
|                | Jean-Pierre Pourdieu             | NC             | 208          | 0,5          |             |             |  |
|                |                                  |                |              |              |             |             |  |
| Inscrits       | Inscrits                         | Inscrits       | 78 422       | 100,00       | 78 422      | 100,00      |  |
| Abstentions    | Abstentions                      | Abstentions    | 35 835       | 45,7         | 35 240      | 44,94       |  |
| Votants        | Votants                          | Votants        | 42 587       | 54,3         | 43 182      | 55,06       |  |
| Blancs et nuls | Blancs et nuls                   | Blancs et nuls | 803          | 1,89         | 1 280       | 2,96        |  |
| Exprimés       | Exprimés                         | Exprimés       | 41 784       | 98,11        | 41 902      | 97,04       |  |

### Élections de 2012
| Candidat       | Candidat                         | Parti          | Premier tour | Premier tour | Second tour | Second tour |  |
| Candidat       | Candidat                         | Parti          | Voix         | %            | Voix        | %           |  |
| -------------- | -------------------------------- | -------------- | ------------ | ------------ | ----------- | ----------- |  |
|                | Jean-Yves Le Déaut sortant réélu | PS             | 20 273       | 43,65        | 26 957      | 63,58       |  |
|                | Stéphane Pizelle                 | UMP            | 10 208       | 21,98        | 15 442      | 36,42       |  |
|                | Jean-Luc Manoury                 | RBM (FN)       | 8 937        | 19,24        |             |             |  |
|                | Julie Meunier                    | FG (PCF)       | 3 688        | 7,94         |             |             |  |
|                | Ahmed Remaoun                    | EÉLV           | 1 240        | 2,67         |             |             |  |
|                | Xavier Bertelle                  | PRG            | 653          | 1,41         |             |             |  |
|                | Martine Calisesi                 | DLR            | 506          | 1,09         |             |             |  |
|                | Christian Minary                 | POI            | 368          | 0,79         |             |             |  |
|                | Lydie Lebon                      | NPA            | 321          | 0,69         |             |             |  |
|                | Dominique Barbin                 | LO             | 255          | 0,55         |             |             |  |
|                |                                  |                |              |              |             |             |  |
| Inscrits       | Inscrits                         | Inscrits       | 87 342       | 100,00       | 87 344      | 100,00      |  |
| Abstentions    | Abstentions                      | Abstentions    | 40 195       | 46,02        | 43 203      | 49,46       |  |
| Votants        | Votants                          | Votants        | 47 147       | 53,98        | 44 141      | 50,54       |  |
| Blancs et nuls | Blancs et nuls                   | Blancs et nuls | 698          | 1,48         | 1 742       | 3,95        |  |
| Exprimés       | Exprimés                         | Exprimés       | 46 449       | 98,52        | 42 399      | 96,05       |  |

### Élections de 2017
|                                                                                   |                                                                       |                           |                           |                          |                          |
|                                                                                   |                                                                       | Premier tour 11 juin 2017 | Premier tour 11 juin 2017 | Second tour 18 juin 2017 | Second tour 18 juin 2017 |
|                                                                                   |                                                                       |                           |                           |                          |                          |
|                                                                                   |                                                                       | Nombre                    | % des inscrits            | Nombre                   | % des inscrits           |
| Inscrits                                                                          | Inscrits                                                              | 87 580                    | 100,00                    | 87 545                   | 100,00                   |
| Abstentions                                                                       | Abstentions                                                           | 50 125                    | 57,23                     | 53 927                   | 61,60                    |
| Votants                                                                           | Votants                                                               | 37 455                    | 42,77                     | 33 618                   | 38,40                    |
|                                                                                   |                                                                       |                           | % des votants             |                          | % des votants            |
| Bulletins blancs                                                                  | Bulletins blancs                                                      | 686                       | 1,83                      | 3 546                    | 10,55                    |
| Bulletins nuls                                                                    | Bulletins nuls                                                        | 256                       | 0,68                      | 1 108                    | 3,30                     |
| Suffrages exprimés                                                                | Suffrages exprimés                                                    | 36 513                    | 97,48                     | 28 964                   | 86,16                    |
|                                                                                   |                                                                       |                           |                           |                          |                          |
| Candidat Étiquette politique (partis et alliances)                                | Candidat Étiquette politique (partis et alliances)                    | Voix                      | % des exprimés            | Voix                     | % des exprimés           |
|                                                                                   |                                                                       |                           |                           |                          |                          |
|                                                                                   | Cédric Marsolle Front national                                        | 7 275                     | 19,92                     | 11 192                   | 38,64                    |
|                                                                                   | Caroline Fiat La France insoumise                                     | 5 821                     | 15,94                     | 17 772                   | 61,36                    |
|                                                                                   | Hélène Rossinot Divers (soutien La République en marche)              | 5 456                     | 14,94                     |                          |                          |
|                                                                                   | Rachel Thomas Divers gauche                                           | 4 657                     | 12,75                     |                          |                          |
|                                                                                   | Lise Roseleur Les Républicains (Union des démocrates et indépendants) | 4 550                     | 12,46                     |                          |                          |
|                                                                                   | Julien Vaillant Parti socialiste                                      | 3 867                     | 10,59                     |                          |                          |
|                                                                                   | Éric Monnini Parti communiste français                                | 1 497                     | 4,10                      |                          |                          |
|                                                                                   | Stéphane Leonardi Europe Écologie Les Verts                           | 879                       | 2,41                      |                          |                          |
|                                                                                   | Dorian Manzoli Debout la France                                       | 694                       | 1,90                      |                          |                          |
|                                                                                   | Séverine Fontan Confédération pour l'homme, l'animal et la planète    | 685                       | 1,88                      |                          |                          |
|                                                                                   | Dominique Barbin Lutte ouvrière                                       | 346                       | 0,95                      |                          |                          |
|                                                                                   | Christian Seckinger Union populaire républicaine                      | 245                       | 0,67                      |                          |                          |
|                                                                                   | Frédéric Thomas Mouvement 100%                                        | 213                       | 0,58                      |                          |                          |
|                                                                                   | Joe Labat Parti pour la décroissance                                  | 189                       | 0,52                      |                          |                          |
|                                                                                   | Jean Dubessy Parti ouvrier indépendant démocratique                   | 134                       | 0,37                      |                          |                          |
|                                                                                   | Laurence Quéré Divers droite                                          | 5                         | 0,01                      |                          |                          |
| Source : Ministère de l'Intérieur - Sixième circonscription de Meurthe-et-Moselle |                                                                       |                           |                           |                          |                          |

### Élections de 2022
|                                                    | |                           |                           |                          |                          |
|                                                    | | Premier tour 12 juin 2022 | Premier tour 12 juin 2022 | Second tour 19 juin 2022 | Second tour 19 juin 2022 |
|                                                    | |                           |                           |                          |                          |
|                                                    | | Nombre                    | % des inscrits            | Nombre                   | % des inscrits           |
| Inscrits                                           | Inscrits | 87 286                    | 100,00                    | 87 300                   | 100,00                   |
| Abstentions                                        | Abstentions | 49 647                    | 56,88                     | 50 972                   | 58,39                    |
| Votants                                            | Votants | 37 639                    | 43,12                     | 36 328                   | 41,61                    |
|                                                    | |                           | % des votants             |                          | % des votants            |
| Bulletins blancs                                   | Bulletins blancs | 591                       | 1,57                      | 3 363                    | 9,26                     |
| Bulletins nuls                                     | Bulletins nuls | 181                       | 0,48                      | 849                      | 2,34                     |
| Suffrages exprimés                                 | Suffrages exprimés | 36 867                    | 97,95                     | 32 116                   | 88,41                    |
|                                                    | |                           |                           |                          |                          |
| Candidat Étiquette politique (partis et alliances) | Candidat Étiquette politique (partis et alliances)                                                                            | Voix                      | % des exprimés            | Voix                     | % des exprimés           |
|                                                    | |                           |                           |                          |                          |
|                                                    | Caroline Fiat* Nouvelle Union populaire écologique et sociale La France insoumise                                             | 11 048                    | 29,97                     | 16 132                   | 50,23                    |
|                                                    | Anthony Boulogne Rassemblement national                                                                                       | 10 501                    | 28,48                     | 15 984                   | 49,77                    |
|                                                    | Ergün Toparslan Ensemble | 6 705                     | 18,19                     |                          |                          |
|                                                    | Jonathan Richier Les Républicains                                                                                             | 3 570                     | 9,68                      |                          |                          |
|                                                    | Olivier Hedin Les écologistes avec la Majorité Présidentielle (Union des centristes et des écologistes et Alliance centriste) | 1 736                     | 4,71                      |                          |                          |
|                                                    | Jeanne Amann Reconquête | 1 149                     | 3,12                      |                          |                          |
|                                                    | Xavier Coupaye Parti animaliste                                                                                               | 741                       | 2,01                      |                          |                          |
|                                                    | Éric Richermoz Les Patriotes                                                                                                  | 568                       | 1,54                      |                          |                          |
|                                                    | Dominique Barbin Lutte ouvrière                                                                                               | 501                       | 1,36                      |                          |                          |
|                                                    | Xavier Gehbauer Parti ouvrier indépendant démocratique                                                                        | 348                       | 0,94                      |                          |                          |
| * Députée sortante                                 | |                           |                           |                          |                          |

### Élections de 2024
| Candidat                 | Candidat                 | Parti et coalition                            | Nuance                   | Premier tour | Premier tour | Second tour | Second tour |
| Candidat                 | Candidat                 | Parti et coalition                            | Nuance                   | Voix         | %            | Voix        | %           |
| ------------------------ | ------------------------ | --------------------------------------------- | ------------------------ | ------------ | ------------ | ----------- | ----------- |
|                          | Anthony Boulogne         | Rassemblement national                        | RN                       | 24 121       | 44,53        | 28 024      | 54,64       |
|                          | Caroline Fiat            | La France insoumise (Nouveau Front populaire) | UG                       | 14 479       | 26,73        | 23 264      | 45,36       |
|                          | Ergün Toparslan          | Renaissance (Ensemble pour la République)     | ENS                      | 8 353        | 15,42        |             |             |
|                          | Jordan Simon             | Les Républicains                              | LR                       | 4 700        | 8,68         |             |             |
|                          | Richard Nowak            | Écologie au centre                            | ECO                      | 1 133        | 2,09         |             |             |
|                          | Dominique Barbin         | Lutte ouvrière                                | EXG                      | 718          | 1,33         |             |             |
|                          | Sonia Thirion            | Debout la France                              | DSV                      | 664          | 1,23         |             |             |
|                          |                          |                                               |                          |              |              |             |             |
| Votes valides            | Votes valides            | Votes valides                                 | Votes valides            | 54 168       | 97,25        | 51288       | 91.58%      |
| Votes blancs             | Votes blancs             | Votes blancs                                  | Votes blancs             | 1 090        | 1,96         | 3752        | 6.70%       |
| Votes nuls               | Votes nuls               | Votes nuls                                    | Votes nuls               | 442          | 0,79         | 961         | 1.72%       |
| Total                    | Total                    | Total                                         | Total                    | 55 700       | 100          | 56001       | 100         |
| Abstention               | Abstention               | Abstention                                    | Abstention               | 31 866       | 36,39        | 31575       | 36.05%      |
| Inscrits / participation | Inscrits / participation | Inscrits / participation                      | Inscrits / participation | 87 566       | 63,61        | 87576       | 63.95%      |

#### Département de Meurthe-et-Moselle
- La fiche de l'INSEE de cette circonscription : « Tableaux et Analyses de la sixième circonscription de Meurthe-et-Moselle », sur insee.fr, site de l'Institut national de la statistique et des études économiques (consulté le 10 juin 2007) [PDF]

- « Tous les députés du département de Meurthe-et-Moselle depuis 1789 », sur assemblee-nationale.fr, site de l'Assemblée nationale française (consulté le 10 juin 2007)

- « Informations contentieuses sur le département de Meurthe-et-Moselle (Élections législatives de 2002) »(Archive.org • Wikiwix • Archive.is • Google • Que faire ?), sur conseil-constitutionnel.fr, site du Conseil constitutionnel (consulté le 13 juin 2007)

#### Circonscriptions en France
- « Carte des circonscriptions législatives en France », sur assemblee-nationale.fr, site de l'Assemblée nationale française (consulté le 10 juin 2007)

- « Résultats électoraux officiels en France »(Archive.org • Wikiwix • Archive.is • Google • Que faire ?), sur interieur.gouv.fr, site du ministère de l'Intérieur (France) (consulté le 13 juin 2007)

- Description et Atlas des circonscriptions électorales de France sur http://www.atlaspol.com, Atlaspol, site de cartographie géopolitique, consulté le 13 juin 2007.